# SEHA League 2017-2018 (pallamano maschile)
La SEHA League 2017-2018 è la 7ª edizione del torneo per squadre balcaniche.

## Squadre partecipanti
| Nazione     | Squadra               | Città    | Arena (Capacità)                                                        |
| Bielorussia | Meshkov Brest         | Brėst    | Universal Sports Complex Victoria (3,740)                               |
| Croazia     | PPD Zagreb            | Zagabria | Arena Zagreb (15,200) Sutinska Vrela Hall (2,000)                       |
| Croazia     | RK Nexe Našice        | Našice   | Sportska dvorana (2,500)                                                |
| Macedonia   | Vardar                | Skopje   | Jane Sandanski Arena (6,000)                                            |
| Macedonia   | Metalurg              | Skopje   | Boris Trajkovski Sports Center (7,000), Avtokomanda Sports Hall (2,000) |
| Serbia      | Dinamo                | Pančevo  | Strelište Sports Hall (1,100)                                           |
| Serbia      | Vojvodina             | Novi Sad | SPENS (11,000), SC Slana Bara (2,000)                                   |
| Slovacchia  | Tatran Prešov         | Prešov   | City Hall Prešov (4,000)                                                |
| Slovenia    | Gorenje Velenje       | Velenje  | Red Hall (2,500)                                                        |
| Slovenia    | Celje Pivovarna Laško | Celje    | Zlatorog Arena (5,500)                                                  |

## Classifica
|  | Pos. | Squadra               | Pt | G  | V  | N | S  | GF  | GS  | D    | Note   |
|  | ---- | --------------------- | -- | -- | -- | - | -- | --- | --- | ---- | ------ |
|  | 1.   | RK Vardar             | 52 | 18 | 17 | 1 | 0  | 565 | 445 | +120 | Final4 |
|  | 2.   | PPD Zagreb            | 38 | 18 | 12 | 2 | 4  | 514 | 463 | +51  | Final4 |
|  | 3.   | Celje Pivovarna Laško | 35 | 18 | 11 | 2 | 5  | 540 | 489 | +51  | Final4 |
|  | 4.   | Meshkov Brest         | 31 | 18 | 10 | 1 | 7  | 532 | 499 | +51  | Final4 |
|  | 5.   | Gorenje Velenje       | 30 | 18 | 9  | 3 | 6  | 523 | 482 | +41  |        |
|  | 6.   | Tatran Prešov         | 22 | 18 | 6  | 8 | 4  | 494 | 487 | +7   |        |
|  | 7.   | Metalurg              | 22 | 18 | 7  | 1 | 10 | 487 | 521 | -34  |        |
|  | 8.   | RK Nexe Našice        | 12 | 18 | 2  | 6 | 10 | 455 | 410 | -55  |        |
|  | 9.   | Dinamo Pančevo        | 9  | 18 | 2  | 3 | 13 | 456 | 554 | -98  |        |
|  | 10.  | RK Vojvodina          | 7  | 18 | 2  | 1 | 15 | 461 | 467 | -106 |        |

## Final4

### Semifinali
| Squadra 1  | Squadra 2             | Risultato    |
| ---------- | --------------------- | ------------ |
| RK Vardar  | Meshkov Brest         | 16 mar. 2018 |
| RK Vardar  | Meshkov Brest         | 33 – 24      |
| PPD Zagreb | Celje Pivovarna Laško | 16 mar. 2018 |
| PPD Zagreb | Celje Pivovarna Laško | 29 – 28      |

### Finale 3/4 posto
| Squadra 1     | Squadra 2             | Risultato    |
| ------------- | --------------------- | ------------ |
| Meshkov Brest | Celje Pivovarna Laško | 17 mar. 2018 |
| Meshkov Brest | Celje Pivovarna Laško | 28 – 31      |

### Finale
| Squadra 1 | Squadra 2  | Risultato    |
| --------- | ---------- | ------------ |
| RK Vardar | PPD Zagreb | 17 mar. 2018 |
| RK Vardar | PPD Zagreb | 26 – 24      |